# Pleine-Sève

Pleine-Sève este o comună în departamentul Seine-Maritime, Franța. În 1 ianuarie 2022 avea o populație de 129 de locuitori.